# Cabo Siffrey
El cabo Siffrey o punta de Siffrey es un cabo bajo rocoso que sobresale de la costa norte de la península Trinidad —extremo norte de la península Antártica— a 10 kilómetros al oeste-noroeste del cabo Dubouzet. El nombre es una reidentificación del "cabo Siffrey" identificado por el capitán Jules Dumont d'Urville en 1838.
- Datos: Q983117